# Salomonen
Die Salomonen [zaloˈmoːnən] (amtlicher deutscher Name in Deutschland und Österreich) bzw. Salomoninseln (amtlicher deutscher Name in der Schweiz), englisch Solomon Islands, sind ein Inselstaat in der Südsee. Die Inselgruppe zählt zum Kulturraum von Melanesien und liegt östlich von Neuguinea. Sie wird zum größten Teil aus den südlichen Salomon-Inseln sowie den Ontong-Java-Inseln und den weiter östlich liegenden Santa-Cruz-Inseln gebildet. Die nördlichen Salomon-Inseln gehören zum Staat Papua-Neuguinea. Die Salomonen gehören seit 1978 nicht mehr zum Vereinigten Königreich. Sie sind aber seitdem weiterhin Mitglied im Commonwealth of Nations und bilden ein Königreich mit Charles III. als Staatsoberhaupt. Zudem sind sie durch die frühere Kolonialzeit sehr stark mit Großbritannien verbunden, so basiert bspw. das politische System auf dem britischen Westminster-System und die Landessprache ist Englisch.
Zu den umliegenden Inselstaaten zählen neben Papua-Neuguinea außerdem Nauru, Kiribati, Tuvalu, Fidschi und Vanuatu.
Der Name der Region leitet sich aus der Geschichte der Kolonisation durch europäische Mächte vom Namen des in der Bibel erwähnten König Salomons ab, gräzisiert als Salomon und im Englischen Solomon, Herrscher – im 10. Jahrhundert v. Chr. – des Königreichs Israel Sohn von König David.

## Geographie

### Physische Geografie
Die Salomonen umfassen eine Inselgruppe vulkanischen Ursprungs, deren größte Inseln Guadalcanal (höchste Erhebung Mount Popomanaseu mit 2335 Metern), Santa Isabel, Makira, Malaita, New Georgia und Choiseul sind. Des Weiteren zählen schätzungsweise 992 kleinere Inseln und Atolle zum Staatsgebiet. Die Vegetation der Inseln ist geprägt von bewaldeten Hügellandschaften. 79 % der Landfläche der Salomonen sind bewaldet.
Das tropische Klima ist vom Ozean gemildert. Die Lufttemperaturen an den Küsten sind übers Jahr ziemlich konstant und variieren zwischen 28 und 32 °C. Die Wassertemperaturen liegen zwischen 23 und 28 °C. Die Niederschläge bewegen sich im Jahr zwischen 3000 und 5000 mm, die Regenzeit liegt zwischen Dezember und März.
Im Weltrisikobericht 2021 liegen die Salomonen auf Rang 2 der Länder mit dem weltweit höchsten Katastrophenrisiko. Im Vergleich zu früheren Jahren (1975–1989) ist es im Zeitraum von 1990 bis 2004 zu einer Verdoppelung der Anzahl der Stürme der Kategorien 4 und 5 gekommen. Als Folge der globalen Erwärmung könnte es nach einigen Klimasimulationen zu einem häufigeren Auftreten der El-Niño-Wetterlagen kommen. Dies könnte zu einer Häufung von Dürresituationen und auch einer Erhöhung der Intensität tropischer Zyklone im Pazifik führen. Allerdings bestehen hierzu wissenschaftliche Unsicherheiten.

### Humangeografie
Die Salomonen gliedern sich in neun Provinzen und den Hauptstadtbezirk Honiara:
|   | Provinz             | Hauptstadt | Fläche km² | Einwohner |
| - | ------------------- | ---------- | ---------- | --------- |
| 1 | Central             | Tulagi     | 615        | 27.915    |
| 2 | Choiseul            | Taro       | 3.837      | 25.876    |
| 3 | Guadalcanal         | Honiara    | 5.336      | 78.234    |
| 4 | Isabel              | Buala      | 4.136      | 26.304    |
| 5 | Makira und Ulawa    | Kirakira   | 3.188      | 40.395    |
| 6 | Malaita             | Auki       | 4.225      | 160.013   |
| 7 | Rennell und Bellona | Tigoa      | 671        | 3.021     |
| 8 | Temotu              | Lata       | 895        | 24.396    |
| 9 | Western             | Gizo       | 5.475      | 81.238    |
| A | Hauptstadtbezirk    | Honiara    | 22         | 63.343    |
|   | Salomonen           | Honiara    | 28.400     | 530.735   |

Karte der Provinzen

Die Provinzen und der Hauptstadtbezirk gliedern sich in insgesamt 183 wards. Innerhalb der wards der Provinzen gibt es die einzelnen Dörfer.

## Bevölkerung

### Demografie
Die Salomonen hatten 2023 740.000 Einwohner. Das jährliche Bevölkerungswachstum betrug + 2,2 %. Zum Bevölkerungswachstum trug ein Geburtenüberschuss (Geburtenziffer: 29,3 pro 1000 Einwohner vs. Sterbeziffer: 4,9 pro 1000 Einwohner) bei. Die Anzahl der Geburten pro Frau lag 2022 statistisch bei 3,9, die der Region kleine Inselstaaten im Pazifik betrug 3,2. Die Lebenserwartung der Einwohner der Salomonen ab der Geburt lag 2022 bei 70,7 Jahren. Der Median des Alters der Bevölkerung lag im Jahr 2021 bei 19,3 Jahren. Im Jahr 2023 waren 38,9 Prozent der Bevölkerung unter 15 Jahre, während der Anteil der über 64-Jährigen 3,5 Prozent der Bevölkerung betrug.
| Jahr | Einwohnerzahl | Jahr | Einwohnerzahl |
| ---- | ------------- | ---- | ------------- |
| 1950 | 089.794       | 1990 | 311.840       |
| 1960 | 117.866       | 2000 | 412.609       |
| 1970 | 160.290       | 2010 | 527.790       |
| 1980 | 230.607       | 2020 | 687.000       |

Die indigene Bevölkerung der Salomonen besteht zu 94,5 % aus Melanesiern, 3,0 % aus Polynesiern und zu 1,2 % aus Mikronesiern. Andere Volksgruppen machen 1,1 % der Gesamtbevölkerung aus: Neben der indigenen Bevölkerung gibt es chinesische, indische, australische und europäische Zuwanderer. Die Hauptstadt Honiara auf Guadalcanal zählte 2017 84.520 Einwohner.

### Religion

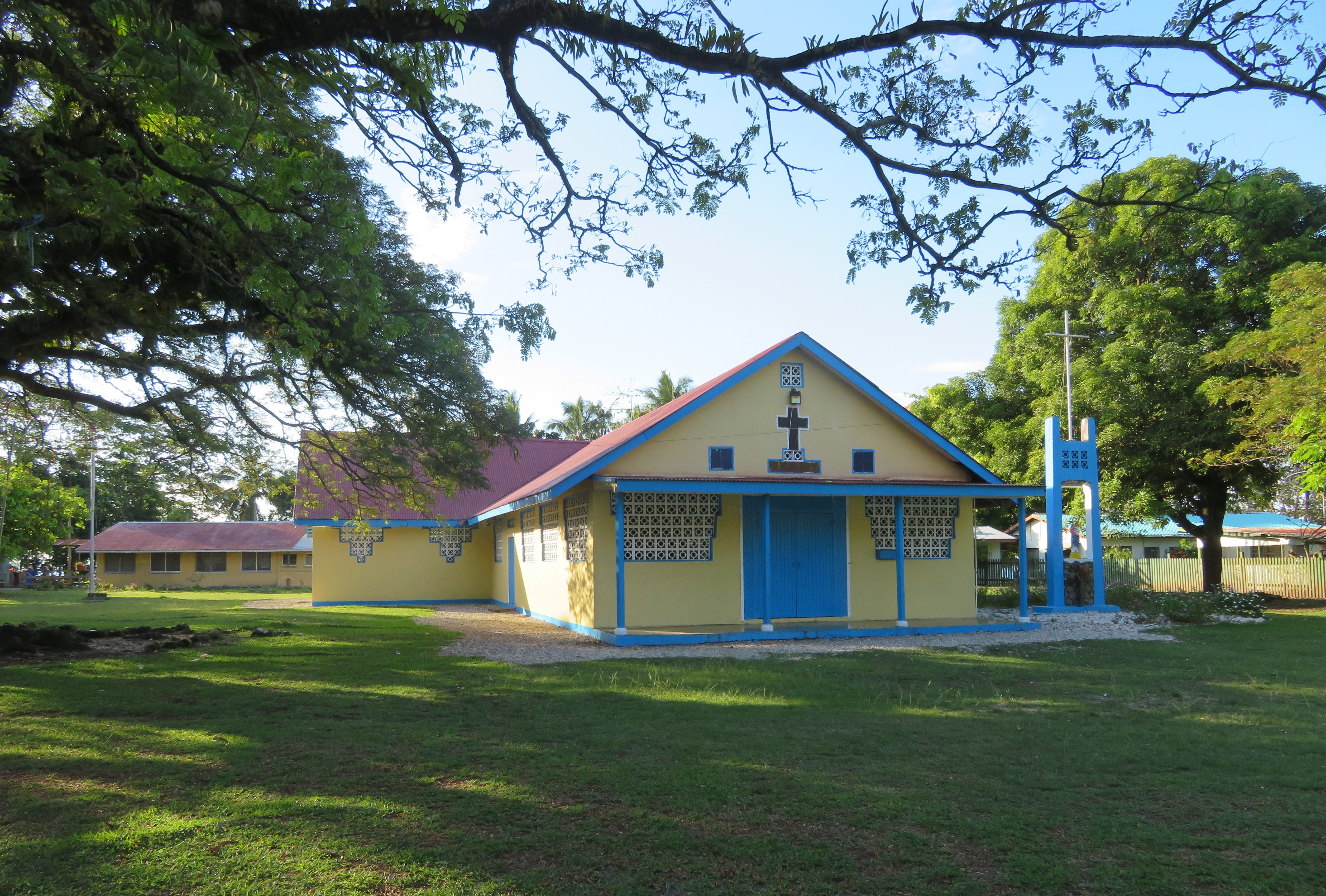
Fast alle Einwohner der Salomonen sind Christen: Kirche in Tanagai an der Nordküste von Guadalcanal

Vor der Christianisierung der Salomonen im 19. Jahrhundert war die Religion auf den Inseln geprägt von der Einhaltung bestimmter Tabus, von Ahnenverehrung sowie dem Glauben an Geister, die man durch bestimmte Rituale wie die Opferung von Schweinen gnädig zu stimmen versuchte. 32,8 % der Salomoner sind heute Anhänger der anglikanischen Kirche von Melanesien, 19,0 % sind Katholiken, 17,0 % gehören der Südsee-Evangelikalen Kirche an, 11,2 % sind Adventisten, 10,3 % Methodisten, 2,4 % sind Anhänger des Christian Fellowship und 4,4 % gehören anderen Kirchen an. 2,4 % der Bevölkerung sind Anhänger sonstiger Religionen und 0,2 % haben offiziell keine Religion.

### Sprache
Fast alle Bewohner der Salomonen sprechen als Muttersprache eine der etwa 120 autochthonen Sprachen, die vor allem zur ozeanischen Sprachgruppe, teilweise aber auch zu den östlichen Papuasprachen gehören: 94,5 % sprechen melanesische, 3,0 % polynesische und 1,2 % mikronesische Sprachen.
Als Verkehrssprache ist die auf dem Englischen basierende Kreolsprache Pijin verbreitet, vergleichbar mit Tok Pisin und Bislama der Nachbarländer Papua-Neuguinea und Vanuatu.
Die alleinige Amtssprache des Landes ist jedoch Englisch. Englisch wird von ein bis zwei Prozent der Bevölkerung als Muttersprache gesprochen.

### Bildung

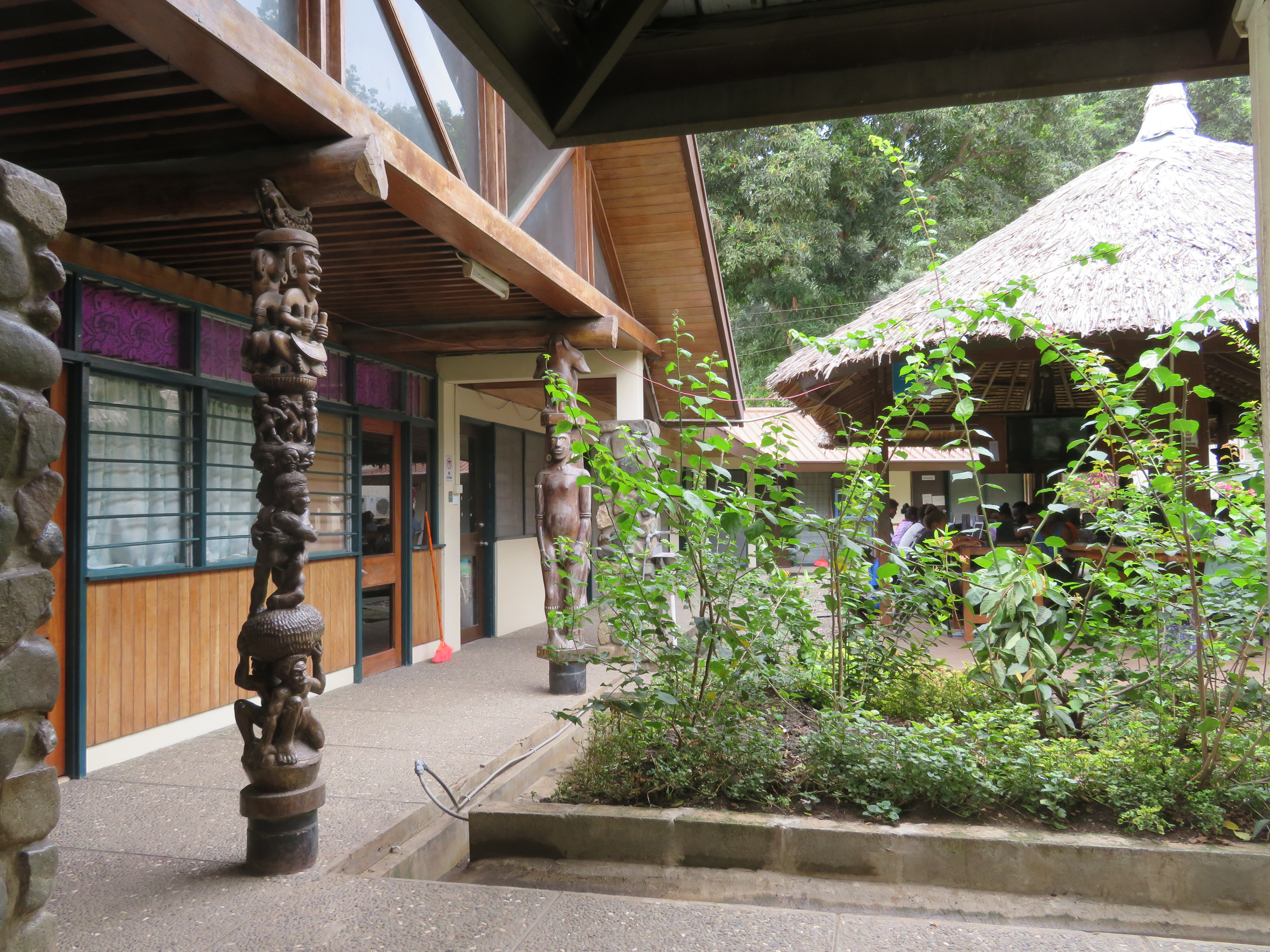
Campus der University of the South Pacific in Honiara

Auf den Salomonen besteht keine allgemeine Schulpflicht, und jeglicher Schulbesuch ist kostenpflichtig, sodass viele Kinder nicht eingeschult werden. Die Salomonen betreiben zusammen mit elf weiteren Inselstaaten die University of the South Pacific, deren USP Solomon Islands Campus sich in Honiara befindet. Die Alphabetisierungsrate von über 18-Jährigen betrug 2015 insgesamt 84,1 % (Frauen: 79,2 %, Männer 88,9 %).

### Gesundheit
Die Gesundheitsausgaben des Landes betrugen im Jahr 2021 4,8 % des Bruttoinlandsprodukts. Die Sterblichkeit bei unter 5-jährigen betrug 2022 18,3 pro 1000 Lebendgeburten. Die Lebenserwartung der Einwohner der Salomonen ab der Geburt lag 2022 bei 70,7 Jahren (Frauen: 72,4, Männer: 69,3). Die Lebenserwartung stieg von 67,2 Jahren im Jahr 2000 bis 2022 um 5 %.

Bestätigte Infizierte auf den Salomonen nach Daten der WHO. Oben kumuliert, unten Tageswerte

COVID-19-Pandemie:

## Geschichte

### Geschichte vor 2019
Wann die Inselgruppe der Salomonen, die vor etwa 25 Millionen Jahren durch vulkanische Aktivitäten entstanden, erstmals besiedelt wurde, ist nicht bekannt. Man vermutet jedoch, dass Neuguinea vor etwa 60.000 Jahren von Indonesien aus, als während des Pleistozäns der Meeresspiegel erheblich tiefer lag als heute, von den Vorfahren der heutigen Melanesier besiedelt wurde und dass die Menschen von dort aus mit Kanus weiter nach Osten in den pazifischen Raum vordrangen. Vermutlich waren die Salomonen bereits von Neuguinea aus besiedelt worden, als vor rund 10.000 Jahren der Meeresspiegel am Ende der Eiszeit wieder anstieg. Ackerbau und Landwirtschaft entwickelten sich in Südostasien etwa in der Zeit um 7000–5000 v. Chr. Einiges spricht dafür, dass sich um 4000 v. Chr. Menschen auf den Salomonen niederließen, die Ackerbau und Schweinezucht sowie neue Techniken beim Bau von Kanus und Segelbooten einführten. Australische Archäologen ermittelten, dass die Poha-Höhle auf der Hauptinsel Guadalcanal bereits vor über 6000 Jahren bewohnt war. Auf der kleinen Insel Tikopia im äußersten Osten der Salomonen, deren Bevölkerung polynesischer Herkunft ist, fand man Reste von Keramik, die der Lapitakultur zuzurechnen sind und ein Alter von etwa 3500 Jahren aufweisen. Die Polynesier, die in den ersten Jahrhunderten n. Chr. auf ihren Seefahrten zahlreiche Inseln des Pazifiks besiedelten, hatten nicht die Möglichkeit, sich auf den Salomonen niederzulassen, da die Inseln bereits von Melanesiern bevölkert waren. Nur auf einigen der Santa-Cruz-Inseln im äußersten Osten der Salomonen, die noch unbewohnt waren, ließen sich zwischen dem 12. und dem 16. Jahrhundert Polynesier nieder.
Der Spanier Alvaro de Mendaña de Neyra entdeckte die Inselgruppe für Europa 1568. Seine Expedition erforschte den südlichen Teil des Archipels und benannte die Inseln San Cristoval, Guadalcanal und Ysabel. Bei der Benennung der Inselgruppe in Salomonen ging der Seefahrer davon aus, das im Bibelbericht erwähnte Ophir gefunden zu haben, aus dem der König Salomo von Israel große Mengen an Gold für den Tempelbau in Jerusalem herbeigeschafft hatte. Mendañas Suche nach Gold blieb jedoch erfolglos und durch den Tod Mendañas gingen die Positionsdaten der Salomonen verloren. Philipp Carteret landete 1767 an der Ostküste von Gower Island im Norden, jedoch ohne festzustellen, dass die Insel zu der alten spanischen Entdeckung gehörte. Im folgenden Jahr erkundete Louis Antoine de Bougainville den nördlichen Bereich der Salomonen und benannte Bougainville, Buka und Choiseul. Zudem bereiste er den Seefahrtsweg zwischen den Inseln. Der Franzose Jean François Marie de Surville war der erste Europäer, der eine längere Zeit auf der Inselgruppe verbrachte. Surville gab einigen Inseln den französischen Namen, den sie noch tragen. Zurückgekehrt nach Frankreich, berichtete er von seinem Aufenthalt im „Land der Mörder“ (Terre des Arsacides). 1788 ging der Brite John Shortland an der Ostküste einer Archipelinsel vor Anker. Da er annahm, eine größere Landmasse entdeckt zu haben, benannte er die Insel New Georgia.

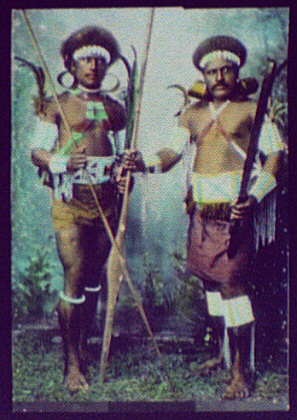
Salomonische Krieger um 1895

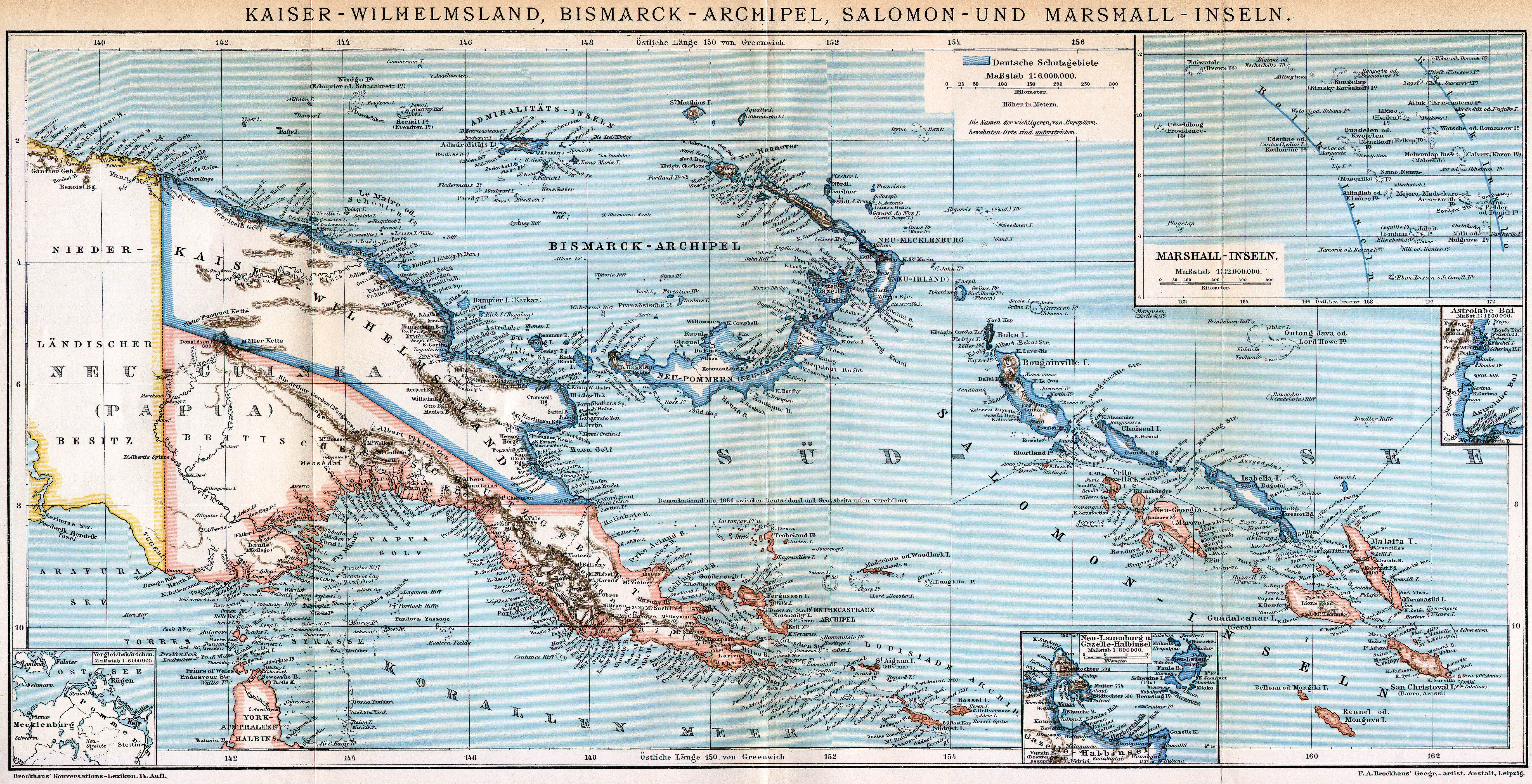
Die Salomonen unter teilweise deutscher Kolonialverwaltung (1894/1896)

Anfang des 19. Jahrhunderts wanderten die ersten europäischen Händler und Missionare ein. Das Deutsche Reich übernahm 1886 den Nordteil der Inselgruppe mit den relativ großen Inseln Choiseul und Santa Isabel sowie die Insel Bougainville, die heute zu Papua-Neuguinea gehört, als Deutsches Schutzgebiet (Deutsch-Neuguinea). Das deutsche Wort „Haus“ dient noch in Papua-Neuguinea und auf den Salomonen zur Bezeichnung eines wichtigen Gebäudes, wobei die deutsche und nicht die englische Schreibweise „house“ verwendet wird. Die Verwendung der deutschen Schreibweise erklärt sich durch die Tatsache, dass während der deutschen Kolonialzeit (in Papua-Neuguinea bis 1918) einige deutsche Begriffe als Lehnwörter in die Sprachen Melanesiens Eingang fanden. Auch einige Restaurants und öffentliche Gebäude in Honiara verwenden in ihrem Namen die deutsche Schreibweise „Haus“.
Seit 1893 gehörten die Südlichen Salomonen zum British Solomon Islands Protectorate. Deutschland tauschte 1899 seine Besitzungen auf dem Gebiet der Salomonen gegen Westsamoa, das es von England erhielt, behielt aber Bougainville, das ein Teil von Deutsch-Neuguinea blieb. Damit waren alle restlichen Inseln der Salomonen ab 1899 Bestandteil des britischen Protektorats.

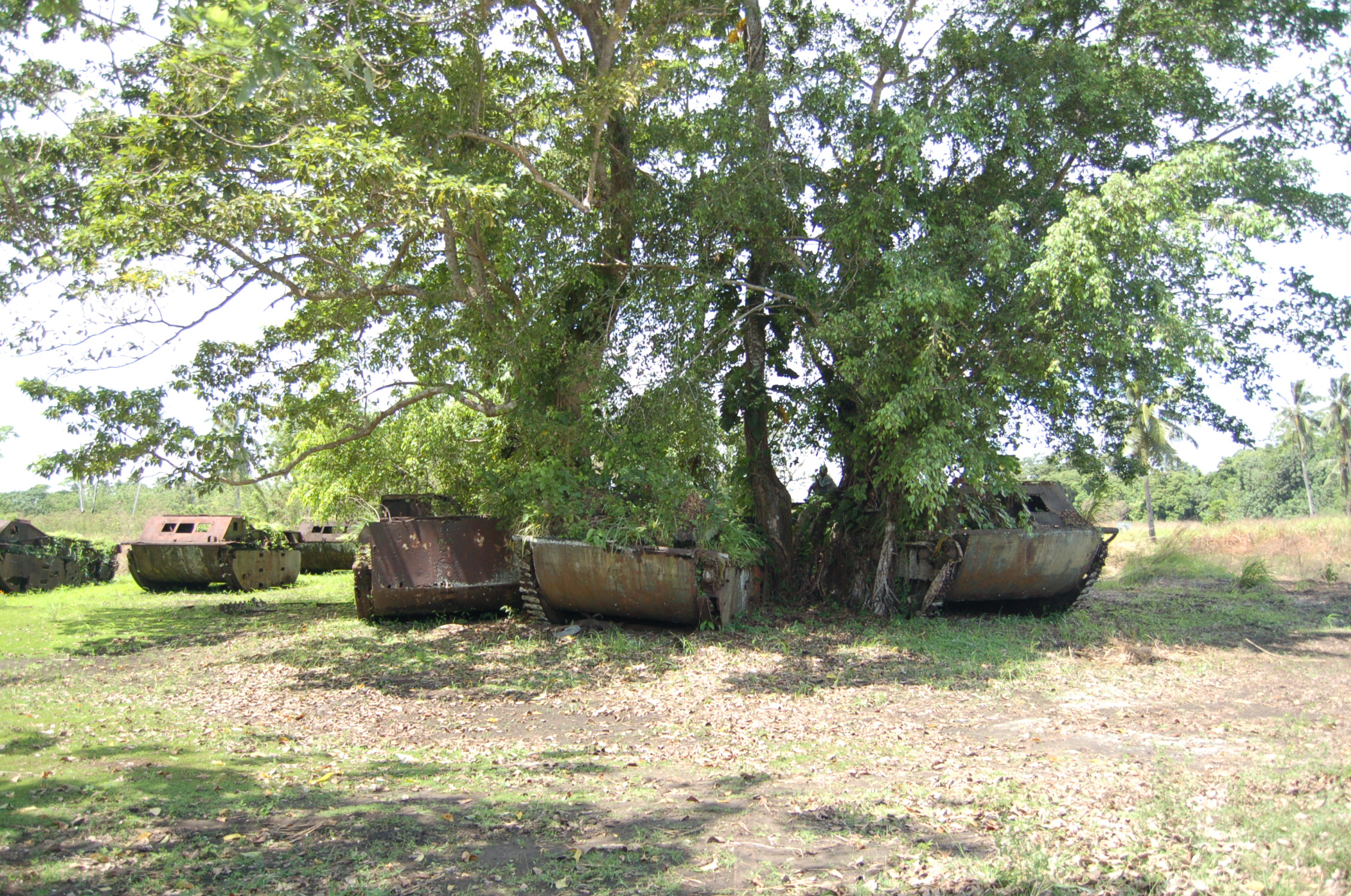
Amerikanische Landing Vehicle Tracked bei Tetere östlich von Honiara

Nach Ausbruch des Pazifikkriegs besetzten japanische Truppen Mitte 1942 die Inselgruppe. Die Vereinigten Staaten begannen im August 1942 mit ihrer Salomonen-Kampagne, der ersten US-Offensive im Pazifik. Allein die Schlacht um Guadalcanal währte bis zum 9. Februar 1943. Erst nach der Schlacht bei Kap St. George am 26. November 1943 galten die Inseln als befreit.
Nach Kriegsende wurden die Salomonen wieder britisches Protektorat. Unter der britischen Verwaltung wurde das aktive und passive Frauenwahlrecht im April 1974 garantiert.
Die innere Autonomie erlangten die Salomonen 1976. Sie wurden 1978 unter dem Namen Salomonen ein unabhängiger Staat. Das Frauenwahlrecht wurde bestätigt.
Die Salomonen blieben Mitglied des Commonwealth of Nations. 1983 nahmen sie diplomatische Beziehungen zu Taiwan auf. Von 1998 bis 2003 gab es große ethnische Konflikte auf den Inseln. 2003 wurde der Schutz der Bevölkerung durch herbeigerufene australische Einheiten wiederhergestellt, da die Salomonen über kein eigenes Militär verfügen. Mindestens 200 Menschen starben bei den Unruhen, 4000 wurden verhaftet. Die Australier blieben auf Bitten der Regierung der Salomonen bis zum Juni 2017 im Land. Danach blieb das Land fast vollständig von australischer Finanzhilfe abhängig.
Beim Seebeben bei den Salomonen 2007 der Stärke 8,0 wurde am 2. April 2007 ein Tsunami mit bis zu fünf Meter hohen Wellen ausgelöst. Das Hypozentrum wurde rund 350 Kilometer westnordwestlich der Hauptstadt Honiara in zehn Kilometern Tiefe geortet.
Auf der Inselgruppe wurden mindestens 43 Menschen getötet und 900 Häuser zerstört, rund 5000 Menschen wurden obdachlos. Ministerpräsident Manasseh Sogavare rief daraufhin den Notstand aus. Ein ebenso starkes Beben am 6. Februar 2013 bei den Salomonen verursachte mit einer einen Meter hohen Tsunamiwelle zumindest fünf Tote auf den Santa-Cruz-Inseln.

### Konflikt um Einfluss seit 2019
Am 16. September 2019 brachen die Salomonen die seit 1983 bestehenden diplomatischen Beziehungen zu Taiwan ab und nahmen fünf Tage später diplomatische Beziehungen mit der Volksrepublik China auf. Diesen außenpolitischen Kurswechsel leitete Premierminister Manasseh Sogavare ein, nachdem die Volksrepublik China Millioneninvestitionen in die unterentwickelte Infrastruktur der Inseln in Aussicht gestellt hatte. Der wichtigste Gegenspieler Sogavares und seiner Chinapolitik, Daniel Suidani, Premier der Insel Malaita, verbot hingegen chinesische Unternehmen in seiner Provinz und nahm stattdessen Entwicklungshilfe aus den USA an.
Die Salomonen sind Objekt im Konkurrenzkampf der Großmächte um den Einfluss auf einige der kleinsten Nationen der Welt. Die Pazifik-Anrainerstaaten wurden durch den Konflikt alarmiert, denn die Konkurrenz zwischen China, Taiwan und den USA könnte regionale und wirtschaftliche Konflikte verschärfen.
Im November 2021 kam es zu Ausschreitungen in der Hauptstadt Honiara, als die Regierung sich weigerte, mit Demonstranten zu sprechen. Dabei wurden vor allem Geschäfte in Chinatown geplündert und zerstört; vier Menschen starben. Viele Demonstranten kamen aus der Provinz Malaita. Als Gründe für die Unruhen gelten der Wechsel der diplomatischen Loyalität von Taiwan zu China sowie Frustration über die Regierung und die hohe Arbeitslosigkeit in der Bevölkerung. Ein weiterer Faktor sind Spannungen zwischen Bewohnern der bevölkerungsreichsten Provinz Malaita und der Zentralregierung auf der Insel Guadalcanal. Premierminister Sogavare sagte, dass die Krise „von ausländischen Mächten beeinflusst und gefördert wird“. Er deutete an, dass die Einflussnahme auf Malaita von jenen Kräften ausgehe, die „keine Beziehungen zur Volksrepublik China wollen“. Sogavare bat die australische Regierung um Hilfe, die daraufhin Polizisten und Militär auf die Salomonen schickte. Auch Papua-Neuguinea und Fidschi entsandten Sicherheitspersonal. Neuseeland entsandte 15 Polizisten. Ende Dezember 2021 bot China den Salomonen an, Polizeiausrüstung und sechs Verbindungsbeamte der Polizei, die die lokalen Polizisten trainieren sollen, zu entsenden. Premierminister Sogavare nahm das Angebot an. Im April 2022 wurde bekannt, dass zwischen China und der Regierung der Salomonen ein Rahmenabkommen zu Sicherheitsfragen geschlossen wurde. Es beinhaltet Vereinbarungen zur Aufrechterhaltung der sozialen Ordnung und zum Schutz von Eigentum auf den Salomonen und regelt humanitäre Unterstützung und Hilfe bei Naturkatastrophen durch China. Die Vereinigten Staaten kritisierten, dass die weit gefasste Art der Vereinbarung die Tür für die Stationierung militärischer Kräfte Chinas offen lasse.
Unter einigen asiatischen und westlichen Analysten wächst die Besorgnis, dass die Vereinigten Staaten und Taiwan separatistische Bewegungen auf den Salomonen, insbesondere in Malaita, finanzieren und damit einen ähnlichen Bürgerkrieg wie zwischen 1998 und 2003 hervorrufen könnten. Nachdem die Salomonen die Volksrepublik China als völkerrechtliche Vertretung Chinas anerkannt hatten, sagten die Vereinigten Staaten Malaita 25 Millionen US-Dollar an Entwicklungshilfe zu. Dies entspricht mehr als dem Fünfzigfachen dessen, was die Provinz im Jahr 2018 von allen Ländern der Welt zusammen an Entwicklungshilfe erhielt.
Im August 2022 setzten die Salomonen vorläufig die Erlaubnis für Aufenthalte der US-Marine aus.
Mitte April 2024 fanden international beachtete Parlamentswahlen statt. Die Abgeordneten wählten den ehemaligen Außenminister, den 56-jährigen chinafreundlichen Jeremiah Manele zum Ministerpräsidenten.

## Politik

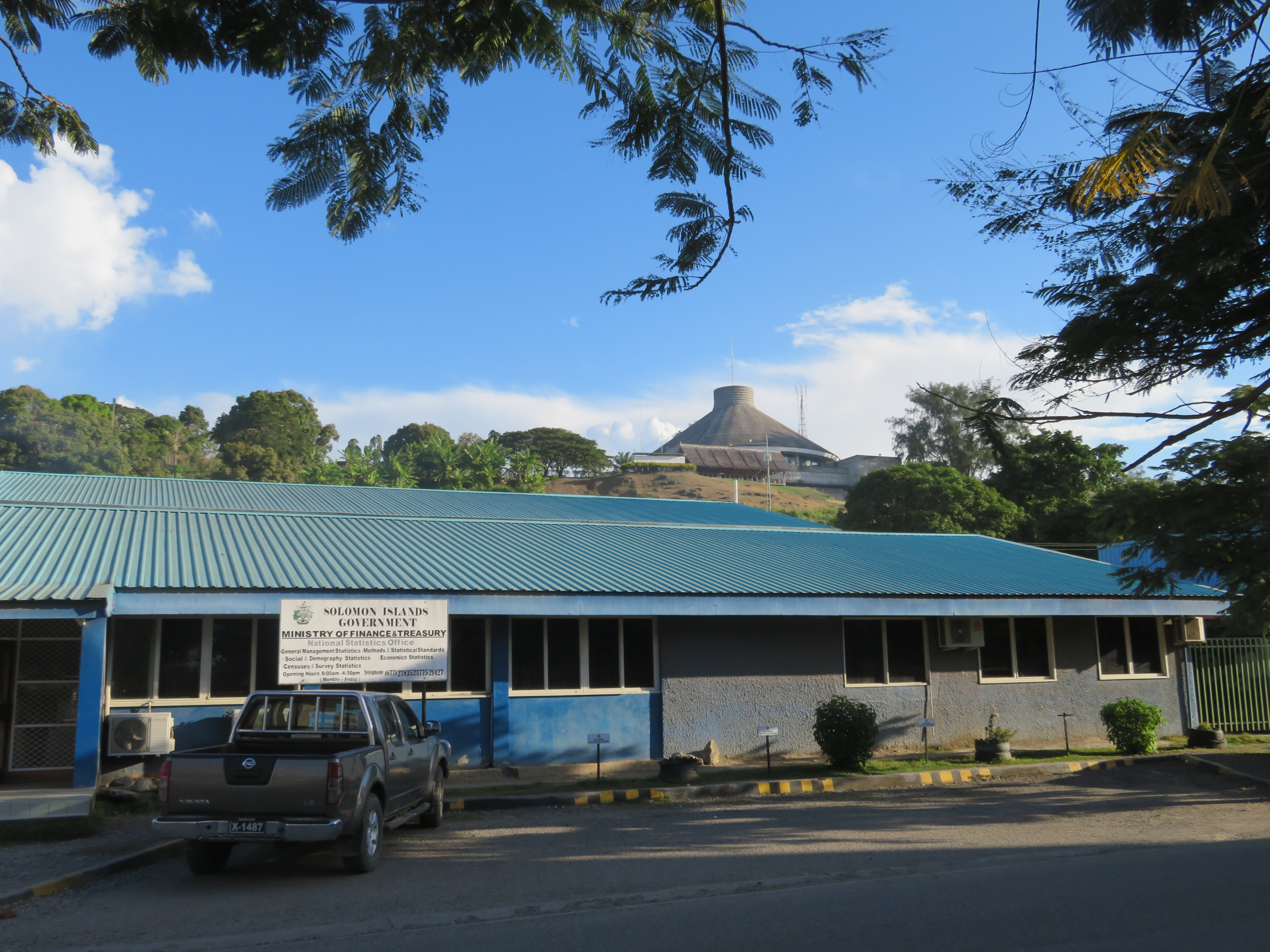
Finanzministerium

Das Parlament des Landes, das Nationalparlament der Salomonen, orientiert sich an dem Westminster-Modell (Mehrparteiensystem). Es kandidieren jedoch prominente lokale Persönlichkeiten, weil es keine dominierende politische Gruppe oder eigentliche Parteipolitik gibt.
Es gibt immer neue Koalitionen, weil die Parlamentarier ständig wechseln.
Aufgrund des Konflikts im Juni 2000 auf Guadalcanal stürzte die Regierung; der Konflikt wurde im Oktober 2000 mit einem Friedensvertrag beendet. Für Stabilität soll ein neues Staatssystem sorgen, das den Regionen größere Autonomie verleiht.
Die Parlamentswahl am 5. April 2006 ergab folgende Aufteilung der 50 Parlamentssitze:
- National Party – 6,9 % (4 Sitze)
- SIPRA – 6,3 % (4 Sitze)
- PAP (People’s Alliance Party) – 6,3 % (3 Sitze)
- Liberal – 5 % (2 Sitze)
- Democratic – 4,9 % (3 Sitze)
- SOCRED – 4,3 % (2 Sitze)
- LAFARI – 2,8 % (2 Sitze)
- andere – 60,3 % (30 Sitze)

Die GNUR (Group for National Unity and Reconciliation) ist im neuen Parlament nicht mehr vertreten.
Die Salomonen sind Mitglied der folgenden internationalen Organisationen: ACP, ADB, AOSIS, Commonwealth of Nations, EITI (Kandidat), ESCAP, FAO, G-77, IBRD, ICAO, ICRM, IDA, IFAD, IFC, ILO, IMF, IMO, IOC, ITU, MIGA, OPCW, PIF, Sparteca, SPC, Vereinte Nationen, UNCTAD, UNESCO, UPU, WFTU, WHO, WMO, WTO.
| Name des Index                     | Indexwert    | Weltweiter Rang | Interpretationshilfe | Jahr |
| ---------------------------------- | ------------ | --------------- | --- | ---- |
| Fragile States Index               | 77,6 von 120 | 58 von 179      | Stabilität des Landes: erhöhte Warnung 0 = sehr nachhaltig / 120 = sehr alarmierend Rang: 1 = fragilstes Land / 179 = stabilstes Land | 2024 |
| Freedom in the World Index         | 75 von 100   | —               | Freiheitsstatus: frei 0 = unfrei / 100 = frei                                                                                         | 2024 |
| Korruptionswahrnehmungsindex (CPI) | 43 von 100   | 76 von 181      | 0 = sehr korrupt / 100 = sehr sauber                                                                                                  | 2024 |

## Wirtschaft

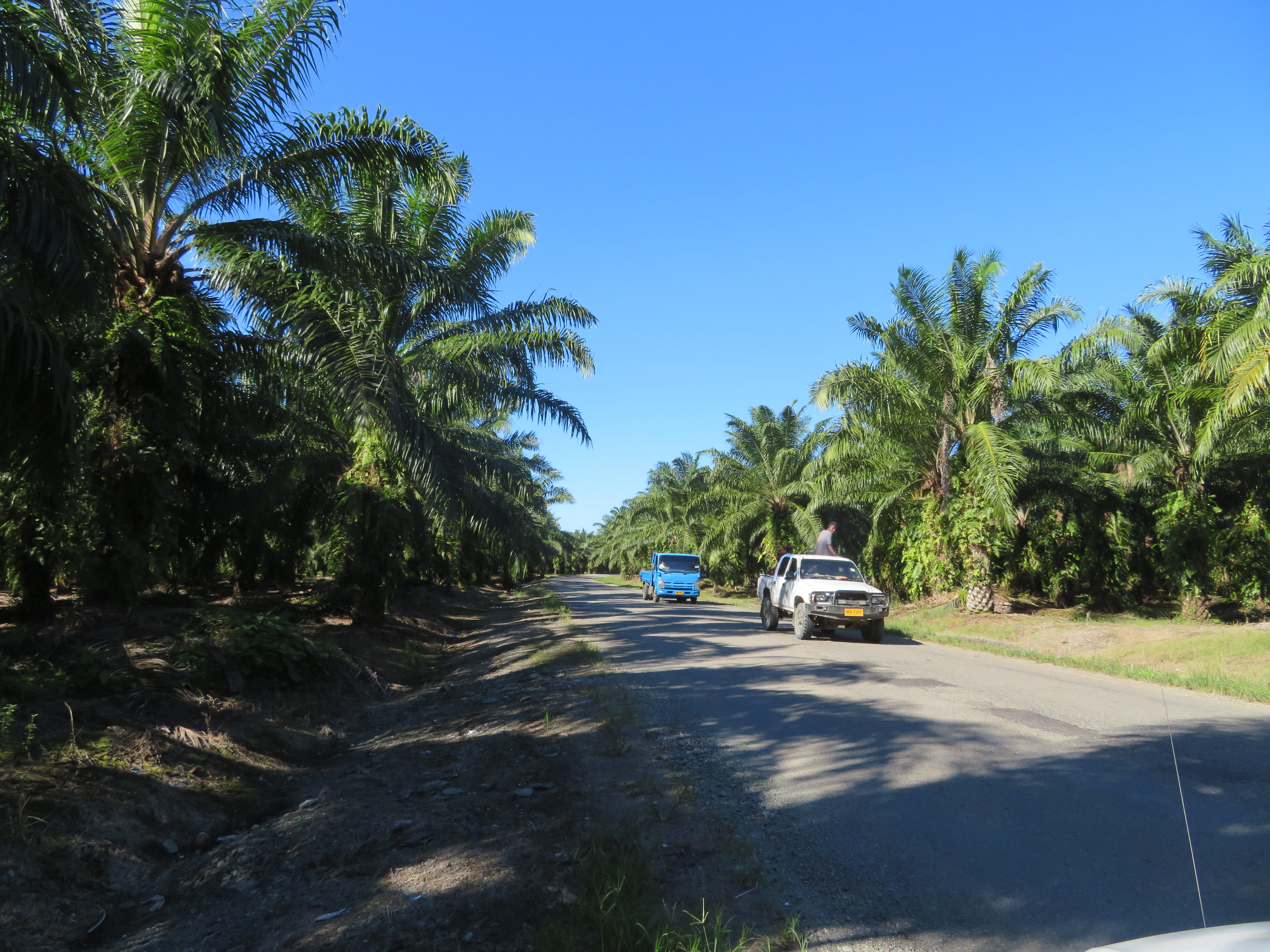
Ölpalmenplantage bei Tetere auf Guadalcanal

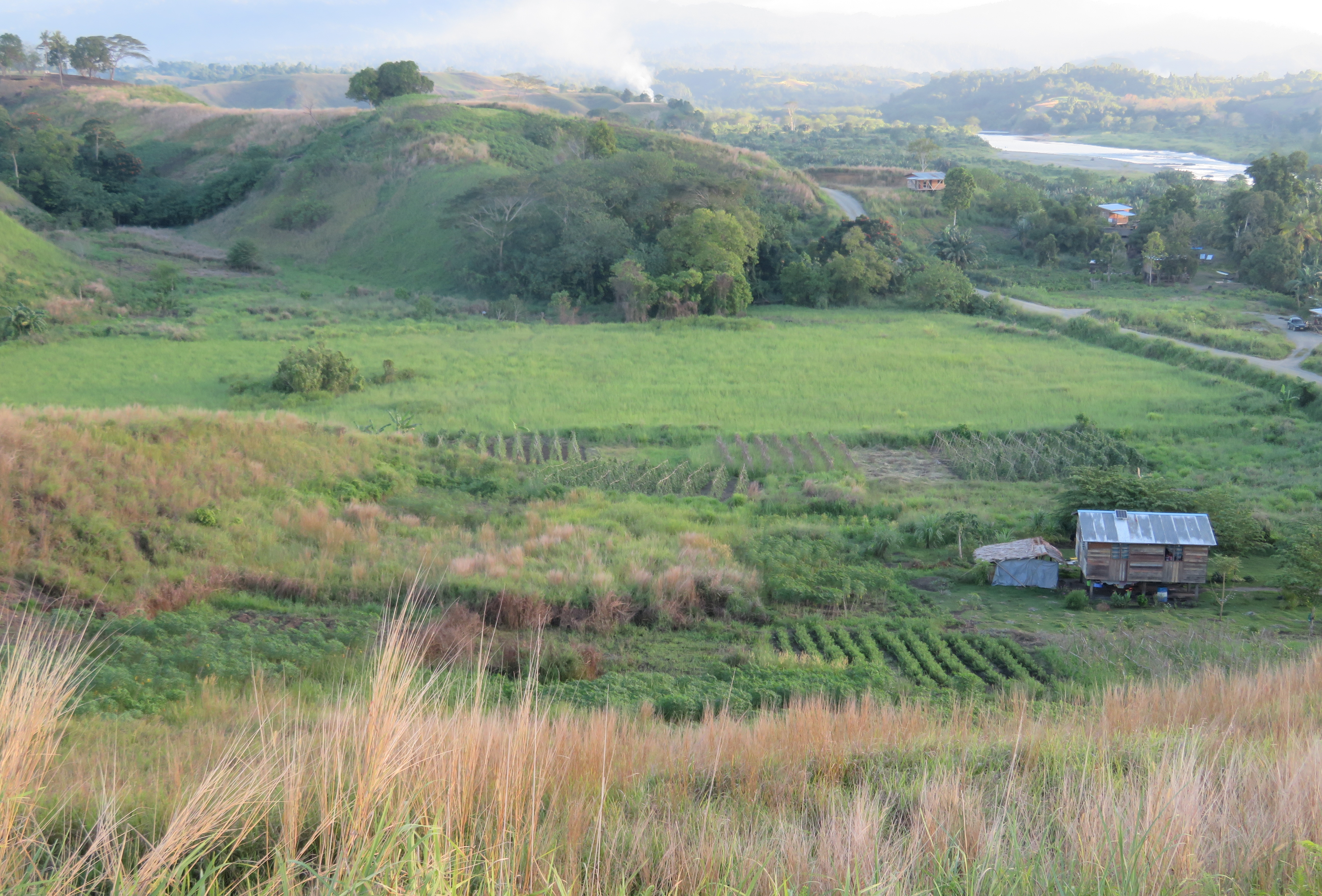
Felder zur Subsistenzwirtschaft südlich von Honiara

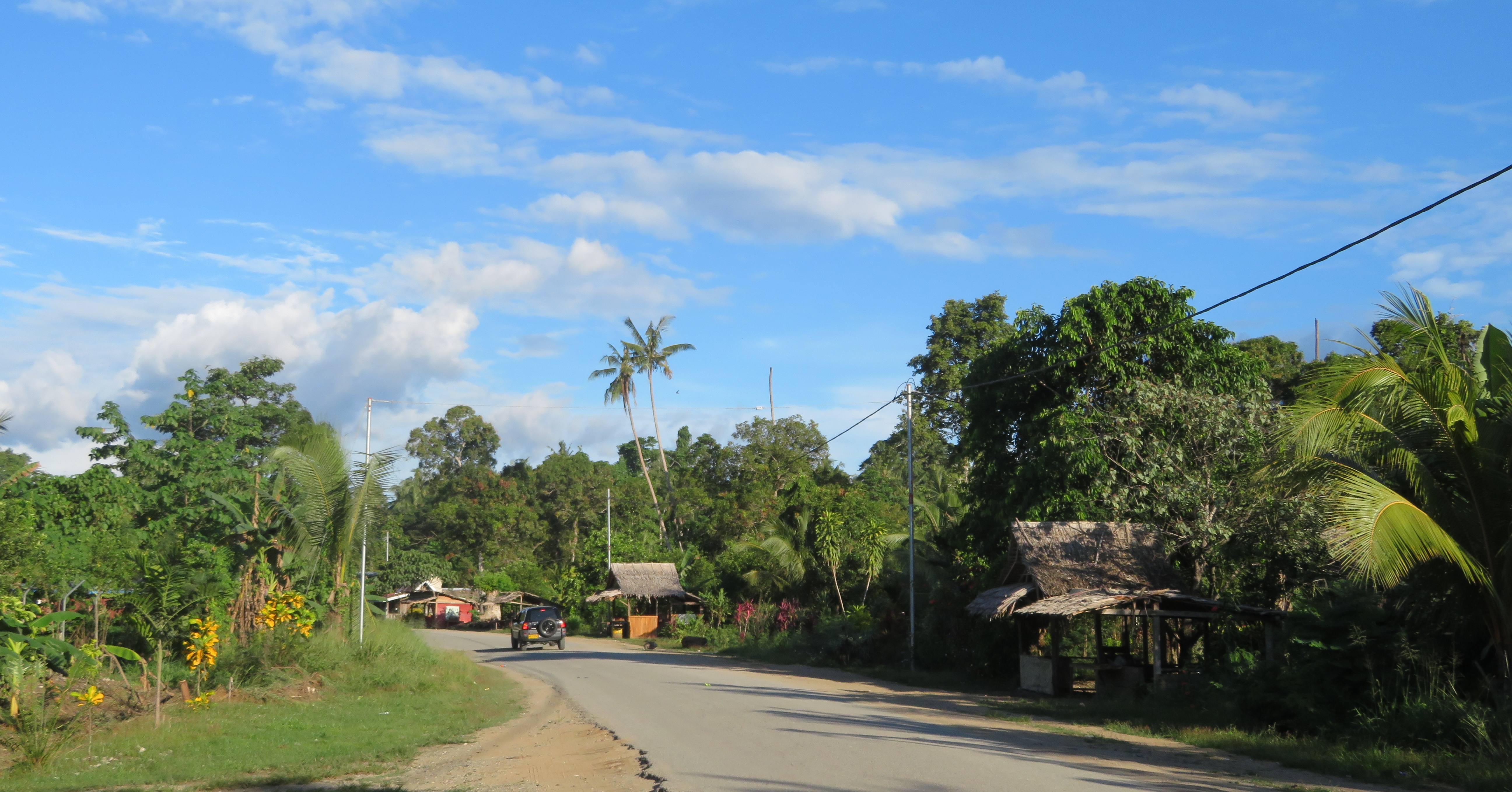
Eine der wichtigsten Straßen der Salomonen: Küstenstraße im Norden von Guadalcanal im Dorf Tamboko

Die Salomonen sind einer der ärmsten Staaten Ozeaniens. Die größte Schwäche der Wirtschaft ist die durch die ethnischen Konflikte 1998 weitgehend zerstörte Infrastruktur. Die Hauptgoldmine – Gold Ridge Mine – wurde von Milizen stillgelegt, die Gold-, Fisch-, Kopra- und Palmöleinnahmen sind aufgebraucht. Durch die Unsicherheit werden potenzielle Investoren abgeschreckt. Auch spürt man hier noch die Folgen der Asienkrise.
Nur 3,9 % der Landesfläche werden landwirtschaftlich genutzt, während 78,1 % bewaldet sind. Damit liegen die Salomonen bezüglich der von Wald bedeckten Fläche weltweit an neunter Stelle. Ein großes Problem der Landwirtschaft auf den Salomonen ist die außerordentlich geringe Mechanisierung.
Wirtschaftliche Stärken der Salomonen sind die großen Mineralienvorkommen. Auf der Insel San Jorge wird Nickelerz für den Export abgebaut, dessen Erlös in absehbarer Zeit bis zu 15 % des Bruttoinlandsproduktes entsprechen könnte. Außerdem sind Lagerstätten von Gold (die Regierung der Salomonen vergibt zahlreiche Konzessionen für Goldsucher), Kupfer, Bauxit, Zink, Phosphaten, Blei, Cobalt und Silber bekannt. Von Bedeutung sind ebenfalls die landwirtschaftlichen Ressourcen (etwa 53.400 Tonnen Fisch im Jahr, 58.000 Schweine, 185.000 Hühner und 10.000 Rinder). Bezüglich der Landwirtschaft ist der Anbau von Taro (2017: 45.901 t), von Reis (2017: 2.789 t), Yams (2017: 44.940 t) erwähnenswert. 2020 wurden 2.745 Tonnen Reis auf einer Anbaufläche von 1.440 ha geerntet.
Für den lokalen Bedarf werden auch Tabak (2017: 118 t), Gewürze (2017: 217 t) und Bananen (2017: 313 t) angebaut. 2020 wurden auf einer Fläche von 136 ha Bananen angebaut, und 318 Tonnen Bananen wurden geerntet.
Wichtigster Exportartikel ist Holz, gefolgt von Fisch, Palmöl, Kopra und Kakao. 2017 exportierten die Salomonen 3,156 Mio. m³ Holz – nur unwesentlich weniger als das erheblich größere Nachbarland Papua-Neuguinea – und lagen damit weltweit an 12. Stelle. Agrarprodukte und Rohstoffe entsprechen 92 % des gesamten Exports. 2017 wurden auf 20.000 ha insgesamt 285.721 t Palmöl produziert, wobei die Salomonen an 24. Stelle der Palmöl produzierenden Staaten lagen. Für die Gewinnung von Kopra wurden 2017 auf 53.000 ha Anbaufläche insgesamt 317.682 t Kokosnüsse geerntet, sodass die Salomonen unter 91 Kokosnuss produzierenden Ländern den 18. Platz einnahmen. Der Export von Kopra – vor allem auf die Philippinen – macht insgesamt 24 % des gesamten Exports aus. 2020 diente eine Fläche von 52.895 ha dem Anbau von Kokospalmen, und 152.130 Tonnen Kopra wurden geerntet. 2017 wurden – vor allem auf den Inseln Guadalcanal, Malaita und Makira – 4.940 t Kakao geerntet, damit lagen die Salomonen an 27. Stelle der kakaoproduzierenden Staaten. 2020 wurden auf einer Anbaufläche von 11.363 ha 4.500 Tonnen Kakao geerntet. Produktion und Export von Kakao und Kopra stagnieren jedoch wegen des relativ hohen Alters der meisten Kakaobäume und der meisten Kokospalmen. Seit kurzem wird Kava in die USA exportiert.
Das Land zählt zu der Gruppe der am wenigsten entwickelten Länder. Etwa zwei Drittel der Bevölkerung leben von Subsistenzwirtschaft. Das Bruttoinlandsprodukt (BIP) für 2017 wird auf 1,28 Milliarden US-Dollar geschätzt. In Kaufkraftparität beträgt das BIP 1,32 Milliarden US-Dollar oder 2160 US-Dollar je Einwohner. Das reale Wachstum betrug 3,2 Prozent. Für 2019 wird mit einem Wachstum des Bruttoinlandsprodukts um 2,4 % und für 2020 um 2,3 % gerechnet, und die Inflation wird sowohl 2019 als auch 2020 voraussichtlich bei 2,5 % liegen.

### Kennzahlen
Alle BIP-Werte sind in US-Dollar (Kaufkraftparität) angegeben.

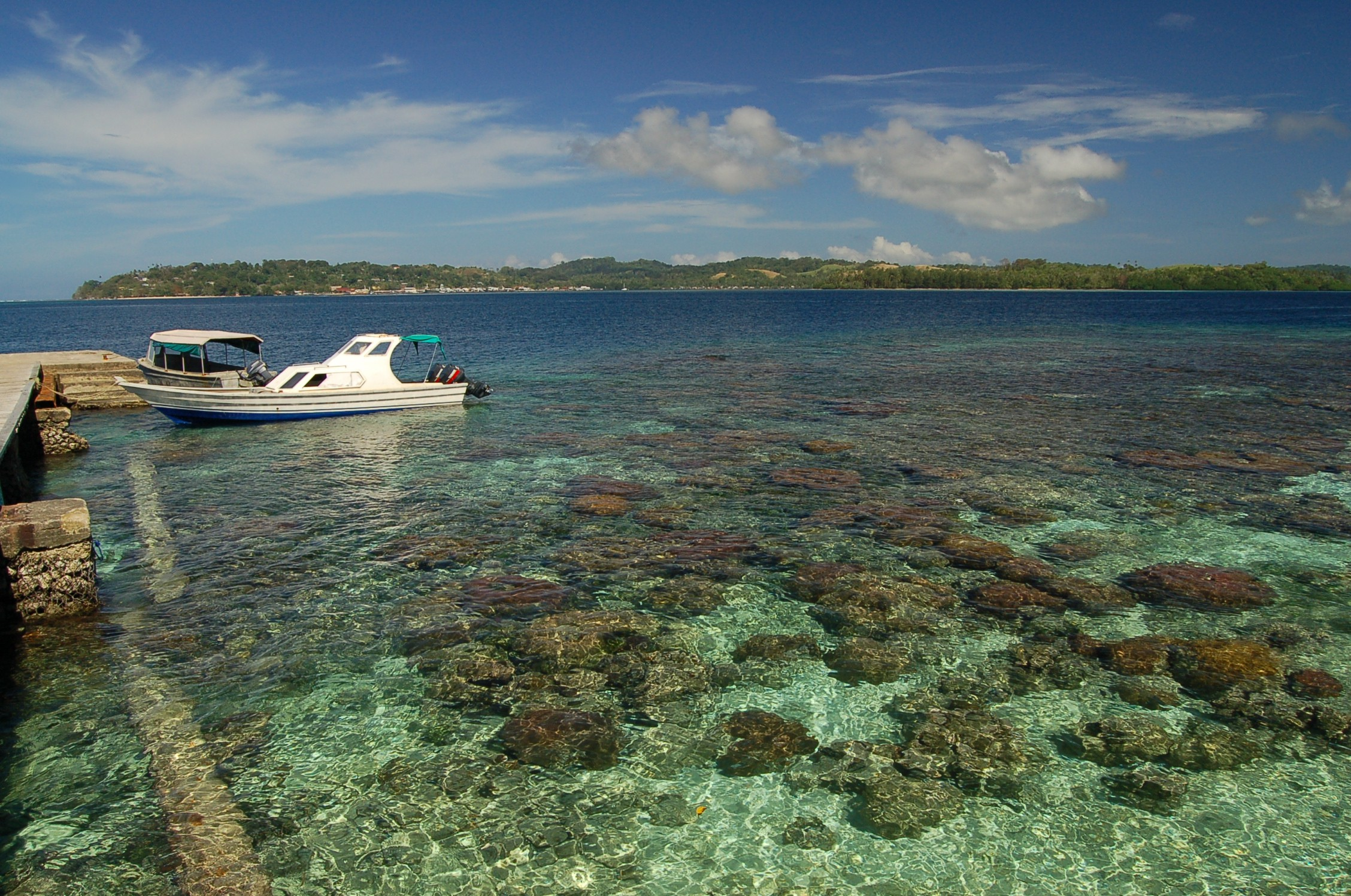
Korallenriff vor dem Flugplatz von Gizo

| Jahr | BIP (Kaufkraftparität) | BIP pro Kopf (Kaufkraftparität) | BIP-Wachstum (real) | Inflationsrate | Staatsverschuldung (in Prozent des BIP) |
| ---- | ---------------------- | ------------------------------- | ------------------- | -------------- | --------------------------------------- |
| 2000 | 0,50 Mrd.              | 1.211                           | −14,3 %             | 6,9 %          | …                                       |
| 2005 | 0,65 Mrd.              | 1.389                           | 12,9 %              | 7,5 %          | 53 %                                    |
| 2010 | 0,87 Mrd.              | 1.643                           | 6,8 %               | 1,0 %          | 29 %                                    |
| 2015 | 1,20 Mrd.              | 2.046                           | 2,5 %               | −0,6 %         | 10 %                                    |
| 2016 | 1,26 Mrd.              | 2.097                           | 3,5 %               | 0,5 %          | 8 %                                     |
| 2017 | 1,32 Mrd.              | 2.157                           | 3,2 %               | −0,4 %         | 10 %                                    |

### Fremdenverkehr

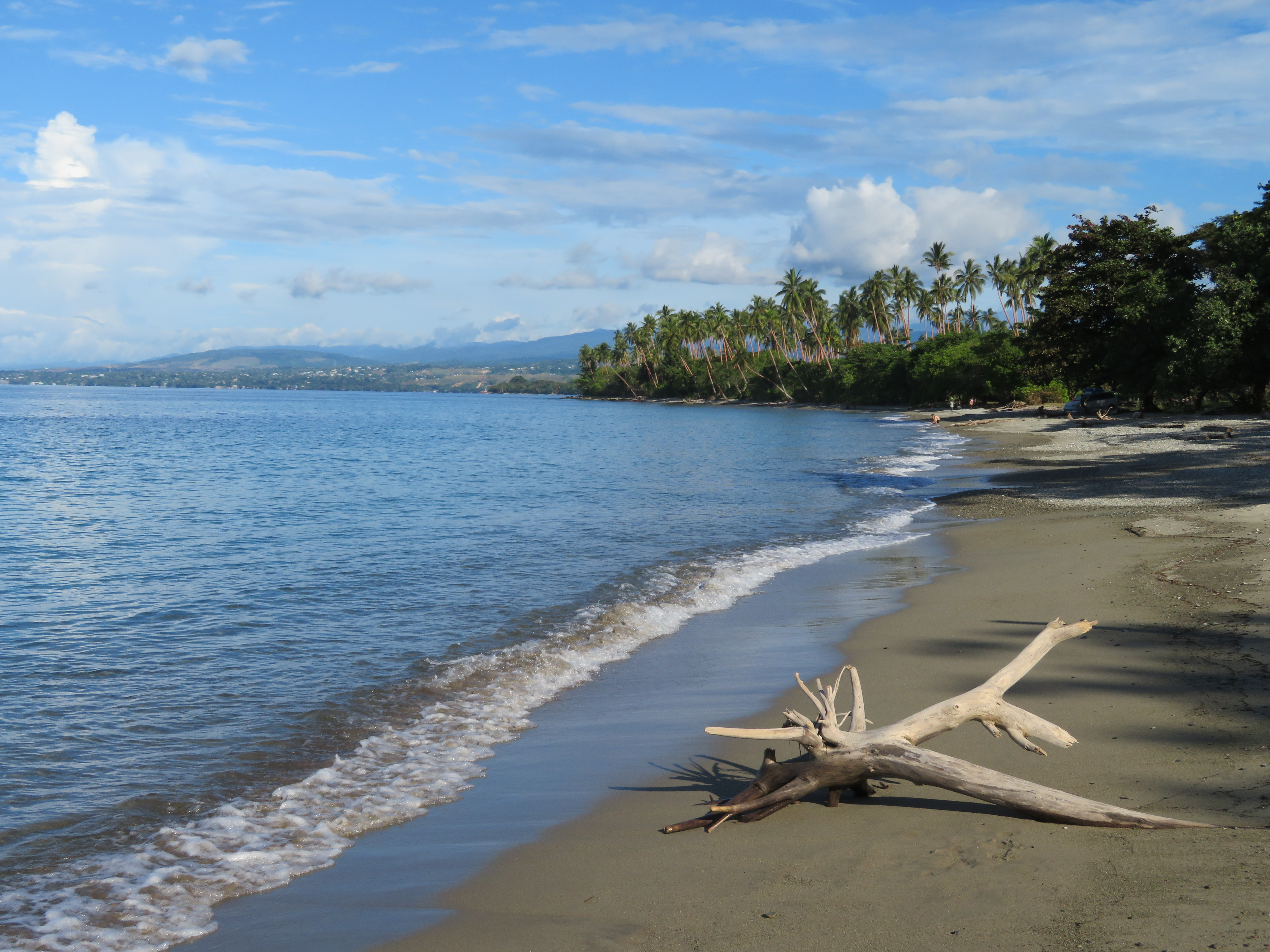
Bonegi Beach auf Guadalcanal

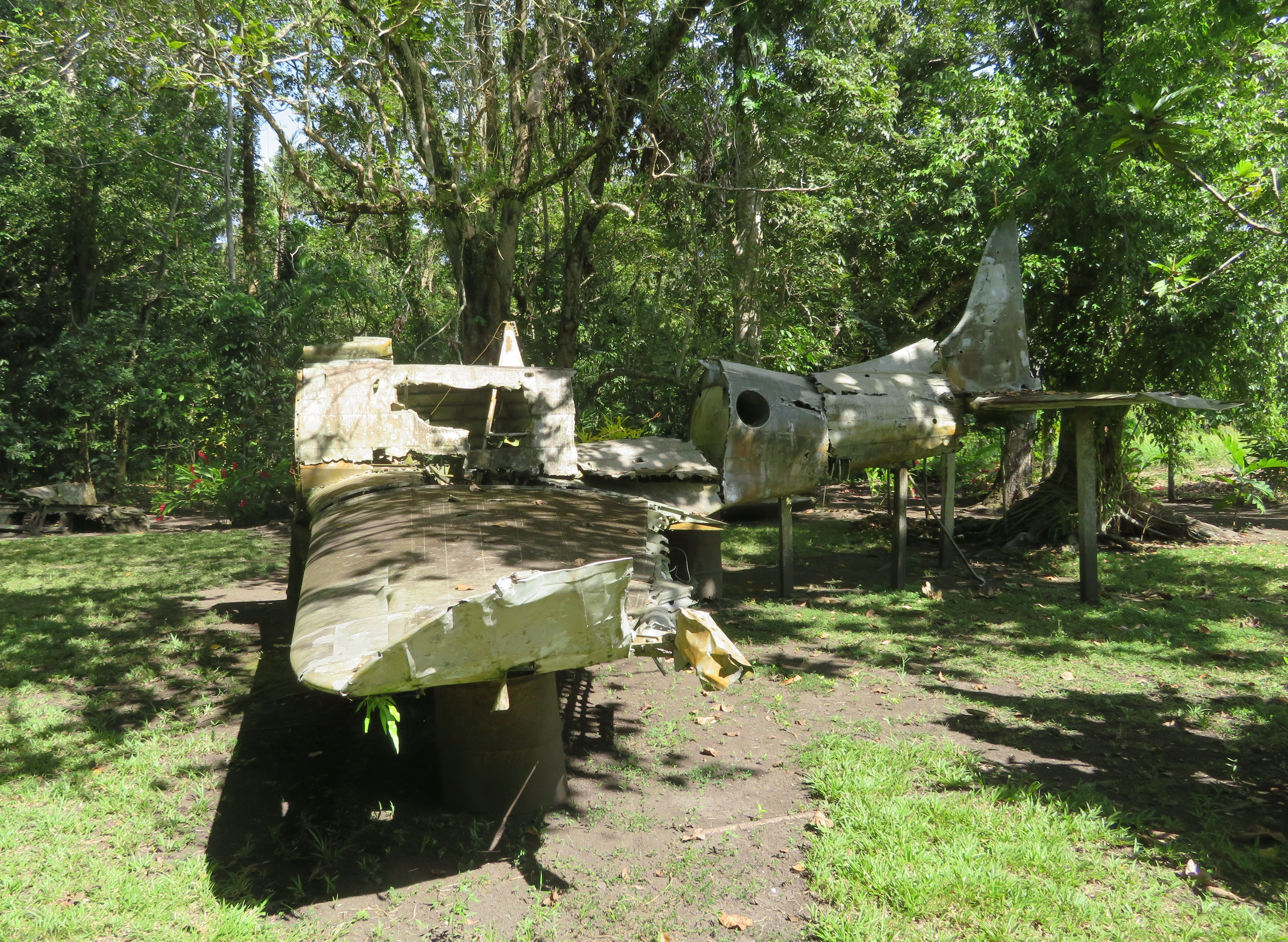
Vilu War Museum auf Guadalcanal

Ein wichtiger Wirtschaftszweig ist der Fremdenverkehr, insbesondere der Tauch- und Angeltourismus, wenn er auch nicht so entwickelt ist wie in anderen Staaten des Südpazifik. Früher kamen die Touristen hauptsächlich wegen der Bedeutung Guadalcanals im Zweiten Weltkrieg, um Denkmäler und ehemalige Schlachtfelder zu besichtigen. Etwa 25 km westlich von Honiara ist das Freilichtmuseum Vilu War Museum eine viel besuchte Sehenswürdigkeit, denn hier wurde viel zurückgelassenes Kriegsgerät – wie Flugzeugwracks, Flugabwehrgeschütze – zusammengetragen und ist inmitten von eindrucksvoller tropischer Vegetation ausgestellt. Auch bei Tetere östlich von Honiara befindet sich ein bekanntes Freilichtmuseum, in dem etwa 30 zurückgelassene amerikanische Landungsfahrzeuge zu sehen sind. Die Strände auf den Salomonen bestehen teilweise aus dunklem, vulkanischem Sand und sind z. T. Kiesstrände und damit nicht so spektakulär wie die in einigen anderen Staaten des Südpazifik. Bekannt ist der Strand Bonegi Beach westlich der Hauptstadt Honiara, an dem die Überreste eines japanischen U-Bootes zu sehen sind.
Auf Grund der ethnischen Konflikte 1998 und Warnungen vor der Einreise kam der Tourismus fast zum Stillstand und erholt sich aufgrund fehlender Mittel nur mühsam. Zurzeit kommen etwa 40 % der Touristen aus Australien, 13 % aus Neuseeland und 5 % aus den USA. 2017 kamen 25.400 Besucher auf die Salomonen, die damit auf der Liste der am wenigsten besuchten Länder weltweit den sechsten Platz einnahmen. Im Vergleich dazu wurden 2017 die Nachbarländer Vanuatu von 109.000 und Fidschi von 843.000 Touristen besucht. Die Regierung hoffte 2019, die Zahl der ausländischen Besucher bis Ende 2019 auf 30.000 und bis 2025 auf 60.000 pro Jahr steigern zu können. Zur Förderung des Fremdenverkehrs wurde von Solomon Airlines 2019 eine direkte Flugverbindung wöchentlich einmal zwischen Brisbane und Munda, einem bei Tauchern beliebten Ort auf der Insel New Georgia, eingerichtet.

### Staatshaushalt
Der Staatshaushalt umfasste 2009 Ausgaben von umgerechnet 75,1 Millionen US-Dollar sowie Einnahmen von umgerechnet 49,7 Millionen US-Dollar. Daraus ergibt sich ein Haushaltsdefizit in Höhe von 3,8 % des Bruttoinlandsprodukts (BIP).
2020 betrug der Anteil der Staatsausgaben am BIP folgender Bereiche:
- Gesundheit: 4,4 %
- Bildung: 12,8 %
- Militär: 0,0 % (keine regulären Streitkräfte)

## Infrastruktur

### Flugverkehr
Solomon Airlines verbindet Honiara in Zusammenarbeit mit anderen Fluggesellschaften mit Nadi in Fidschi, Port Vila in Vanuatu und Brisbane in Australien. Im Land werden über 20 Ziele in allen Provinzen angeflogen. Virgin Australia fliegt zweimal wöchentlich von Brisbane nach Honiara. Die meisten nationalen Flughäfen besitzen allerdings keine asphaltierten Landebahnen, sondern nur Graspisten. Dementsprechend wird der Flugverkehr mit kleinen Propellermaschinen durchgeführt.

### Straßen
Das Straßennetz ist auf den Salomonen, auf denen es keine Eisenbahnlinien gibt, unzureichend ausgebaut. Zu den längsten und wichtigsten Straßen des Landes zählen an der Nordküste der Insel Guadalcanal die asphaltierte Straße von Honiara nach Lambi (58 km) im Westen der Insel sowie die asphaltierte Straße nach Aola (75 km) im Osten.

### Fähren
Die meisten der Inseln können mit langsamen Fähren von Honiara aus erreicht werden. Es gibt inzwischen aber auch eine tägliche Verbindung mit einem schnellen Katamaran von Honiara über Tulaghi nach Auki und zurück.

### Telekommunikation
Satellitentelefone sind in der Bevölkerung weit verbreitet mit zwei Anbietern beMobile und Our Telekom. Lokal begrenzte Telefone sind bereits ab 180 Salomon Dollars erhältlich, funktionieren jedoch nur mit der ursprünglichen SIM-Karte. 2001 wurde das Projekt PFnet (People First) mit Hilfe der UNO gestartet, um die Inseln über Funkverbindungen mit E-Mail zu versorgen. Bis Juli 2004 gab es 17 Stationen mit Internet-Cafés. Durch die langsame Anbindung war das Herunterladen von Webseiten ein Geduldsspiel, jedoch waren Recherchen im Internet möglich.
Inzwischen gibt es auf fast allen Inseln Mobilfunknetze, u. a. in Honiara, Tulaghi und Auki. Im Februar 2020 ging das im Dezember 2019 fertiggestellte Seekabel Coral Sea Cable System (CS²) in Betrieb, das die Inseln Guadalcanal, Malaita und Western mit Sydney (Australien) verbindet. In Verbindung mit dem gleichzeitig fertiggestellten Solomon Islands Domestic Network erhielten die Salomonen damit erstmals Breitband-Internet.

## Kultur

### Bildende Kunst

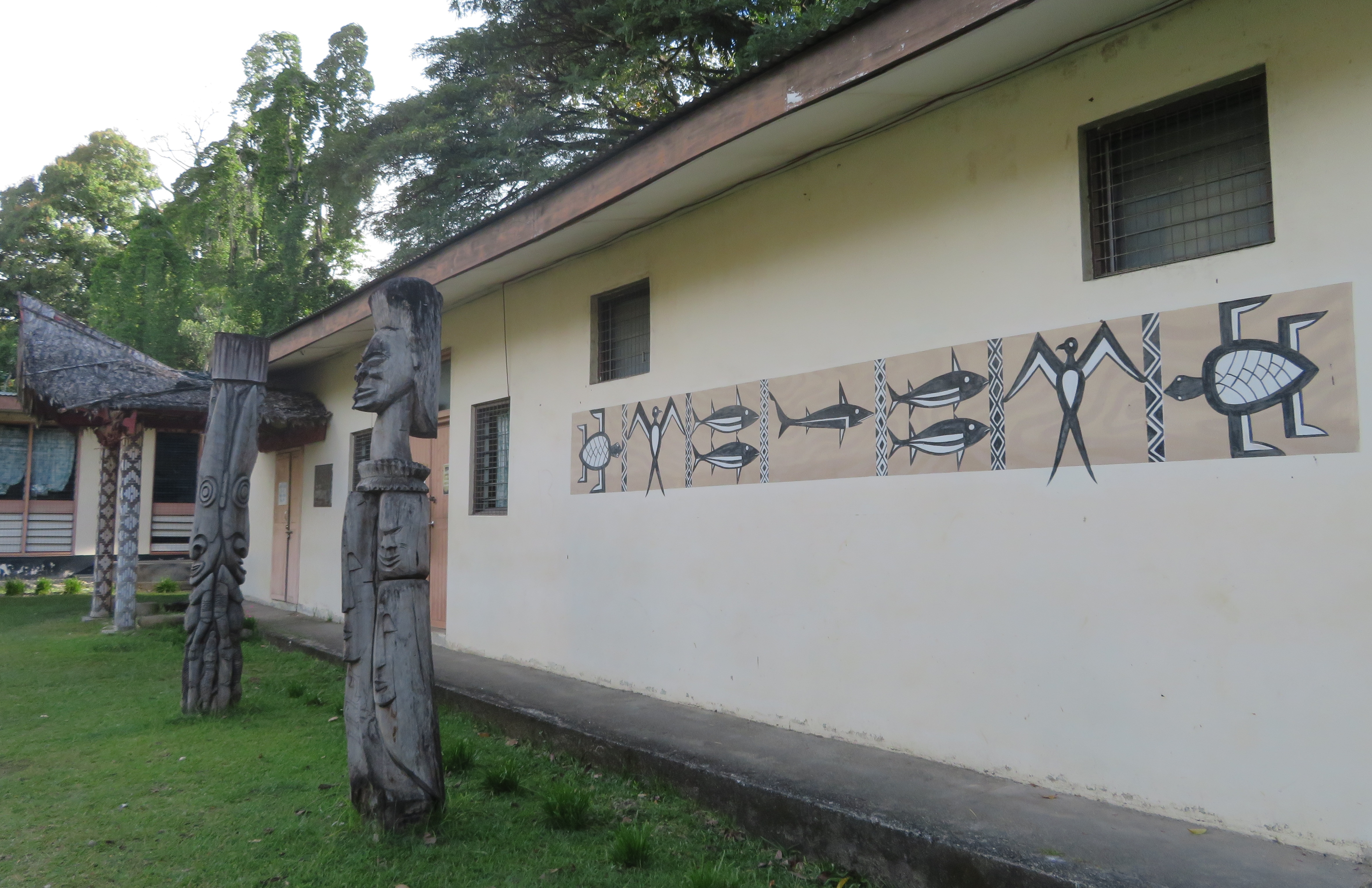
Traditionelle Malerei und Schnitzereien im Nationalmuseum

Die Herstellung von Keramik ist nur auf wenigen Inseln der Salomonen verbreitet, da die dafür notwendigen Rohstoffe nur auf wenigen der Inseln – wie auf Choiseul – vorkommen. Während Stein in der bildenden Kunst der Salomonen nur von untergeordneter Bedeutung ist, stellt Holz den wichtigsten Werkstoff dar, doch ist es in dem feucht-heißen Klima der Salomonen kein sehr dauerhaftes Material. Zur Bearbeitung von Holz stand kein Metall zur Verfügung, stattdessen benutzte man Steinbeile, Haifischzähne, Obsidian sowie zum Bohren Seeigelstacheln. Wie auch sonst in Melanesien sind auf den Salomonen keine Namen von Künstlern überliefert, sondern eher die Namen bedeutender Ahnen, Häuptlinge oder anderer Anführer. Bemerkenswert ist, dass in der Kunst der Salomonen Darstellungen von Menschen in vielen Fällen einen auffallend großen Kopf haben, der nicht zum Rumpf zu passen scheint, und dass der Rumpf wiederum im Vergleich zu den Beinen überdimensioniert scheint. Die häufigsten Motive traditioneller Schnitzereien sind Götter und Dämonen aus der Mythologie der Inseln, wobei die Figuren früher häufig mit Perlmutt verziert wurden. Besonders eindrucksvolle Beispiele hierfür sind die nguzunguzu genannten Galionsfiguren der früheren Kriegskanus, die über das Wasser spähen und unheilvolle Seedämonen bannen sollen, und die in vielen Fällen nur aus einem Kopf mit vorspringendem Mund und Armen bestehen. In einigen Kirchen findet man aus Holz geschnitzte, verzierte Tauf- und Weihwasserbecken. Vor der All Saints Church in Honiara ist außerdem eine lebensgroße, aus Holz geschnitzte Figur eines bedeutenden Bischofs zu sehen, ebenso eine hölzerne weiße Taube, das Symbol des Heiligen Geistes. Der Altar, Tabernakel, das Taufbecken, die lebensgroßen und sehr detailreichen Statuen von Maria und Josef sowie das Kruzifix in der Heilig-Kreuz-Kathedrale wurden von dem einheimischen Holzschnitzer Frank Haikiu aus Honiara angefertigt.
Die im traditionellen Baustil ausgeführten Gebäude der University of the South Pacific in Honiara sind mit Stützen und Stelen versehen, die mit Holzschnitzereien einheimischer Künstler verziert sind. Ältere Beispiele der Holzschnitzerei sind im Nationalmuseum ausgestellt, in dessen Innenhof Wandmalereien in traditionellem Stil zu sehen sind. In der gesamten bildenden Kunst der Salomonen – nicht nur in der Malerei – sind Darstellungen von Schildkröten und Fischen immer wiederkehrende Motive. Tierfiguren an Gebrauchsgegenständen und Booten hatten in vielen Fällen eine magische Bedeutung und dienten nicht nur als Verzierungen, und nicht selten wurden urzeitliche Dämonen in Tier- oder Menschengestalt dargestellt. Viele Kirchen auf den Salomonen sind mit farbenfrohen Wandmalereien geschmückt, die Szenen aus der Bibel darstellen, wobei die abgebildeten Personen aus der Bibel durchweg die für die Salomonen typischen Gesichtszüge, Kleidungsstücke und Frisuren aufweisen.
Wie auch sonst in Melanesien sind die Kunstwerke der Salomonen im Vergleich zu denen in Mikro- und Polynesien relativ farbenfroh, wobei Rot, Gelb, Schwarz und Weiß am weitesten verbreitet sind und Blau sowie Grün nicht zum Einsatz kommen.

### Sport

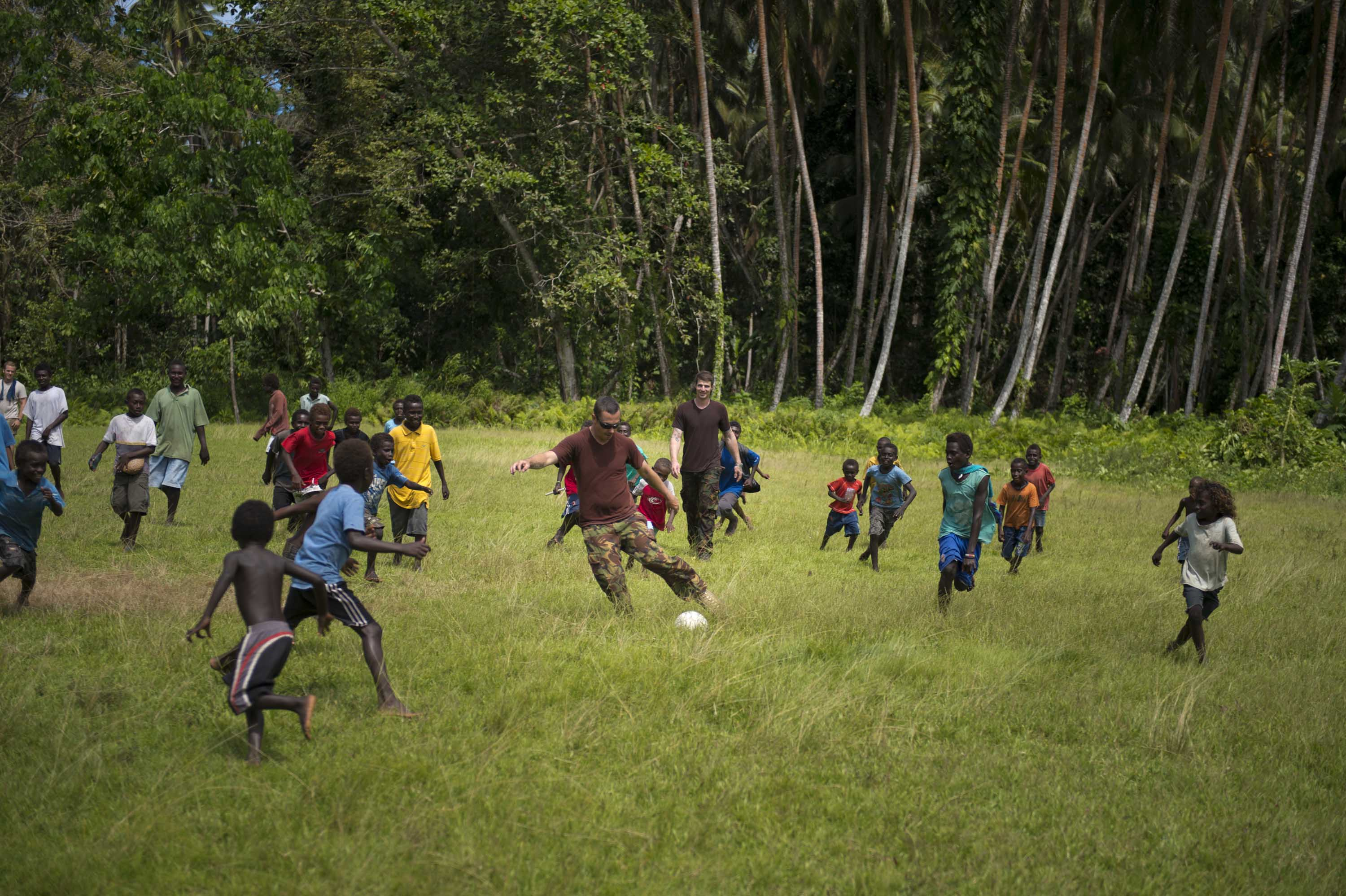
Neuseeländische Soldaten spielen mit Kindern Fußball (2013)

Fußball und insbesondere Futsal (Hallenfußball) sind auf den Salomonen beliebte Sportarten.
Eine der größten Sensationen der Fußballgeschichte schafften die Salomonen, als sie in der WM-Qualifikation 2006 auf Kosten des arrivierten und sechsmal so großen Neuseeland die Play-offs gegen Australien erreichten – wozu der noch größere Sensationssieg von Vanuatu über die Neuseeländer notwendig war.
Allerdings war die salomonische Fußballnationalmannschaft auch für eine der größten Blamagen des ozeanischen Fußballs verantwortlich, als sie 1994 gegen Nicht-FIFA-Mitglied Nauru sensationell mit 1:2 verlor.
Im Jahr 2003 versuchte der heimische Fußballverband, mit der National Club Championship eine landesweite Fußballmeisterschaft zu etablieren. Diese wurde 2006 bereits wieder reformiert und von einer Ganzjahresmeisterschaft auf eine jahresübergreifende Meisterschaft umgestellt. Eine weitere Reform wurde zu Beginn des Jahres 2011 umgesetzt. Die Liga heißt seit 2011 Telekom S-League. Insgesamt bewarben sich elf Klubs für die Liga, acht Bewerbungen wurden schließlich angenommen. Seit der Saison 2013/14 nehmen neun Vereine am Spielbetrieb teil.
Daneben konzentriert sich das Geschehen auf die Ligen in den einzelnen Regionen, wobei die Liga der Hauptstadt Honiara als wichtigster Wettbewerb gilt. Diese von der Honiara Football Association organisierte HFA League teilt sich auf in die Premier League. die Division One und die Division Two. Die Begegnungen werden in drei Spielstätten ausgetragen: im Lawson Tama, dem AE Soccer Ground Ranadi und dem King George VI Ground.
Im Futsal wurde die Nationalmannschaft 2008, 2009, 2010, 2011 und 2016 Ozeanienmeister und qualifizierte sich für die Futsal-Weltmeisterschaft 2008, 2012 und 2016. Außerdem nahm man an den FIFA-Beachsoccer-Weltmeisterschaften 2008, 2009 und 2013 teil.

### Medien
Einzige Tageszeitung ist The Solomon Star. Daneben existiert das täglich aktualisierte Onlineportal Solomon Times Online. Die beiden Zeitungen Solomons Voice und Solomon Times erschienen 14-täglich.
Radio ist in einigen Teilen des Staates das wichtigste Medium, da TV-Programme nur schwer zu empfangen sind. Die staatliche Solomon Islands Broadcasting Corporation (SIBC) sendet mehrere Programme inklusive Radio Happy Isles 1037 auf Mittelwelle und Wantok FM 96.3 und die regionalen Programme von Radio Happy Lagoon. Die beiden kommerziellen Stationen sind Z FM auf UKW 99.5 aus Honiara mit großer Reichweite auch auf die anderen Inseln und PAOA FM auf UKW 97.7 ebenfalls aus Honiara (mit Umsetzer auf Auki UKW 107.5. Gold Ridge FM auf UKW 88,7 MHz) ist eine Community Radio Station.
Zwei TV-Sender von Telekom Television (TTV) versorgen als Hauptfernsehsender alle Inseln der Salomonen, sind aber nicht überall gleich gut zu empfangen. In Honiara sind eine Reihe von Sendern inklusive internationaler Stationen sowie ABC Australia und BBC World News zu empfangen.

### Musik

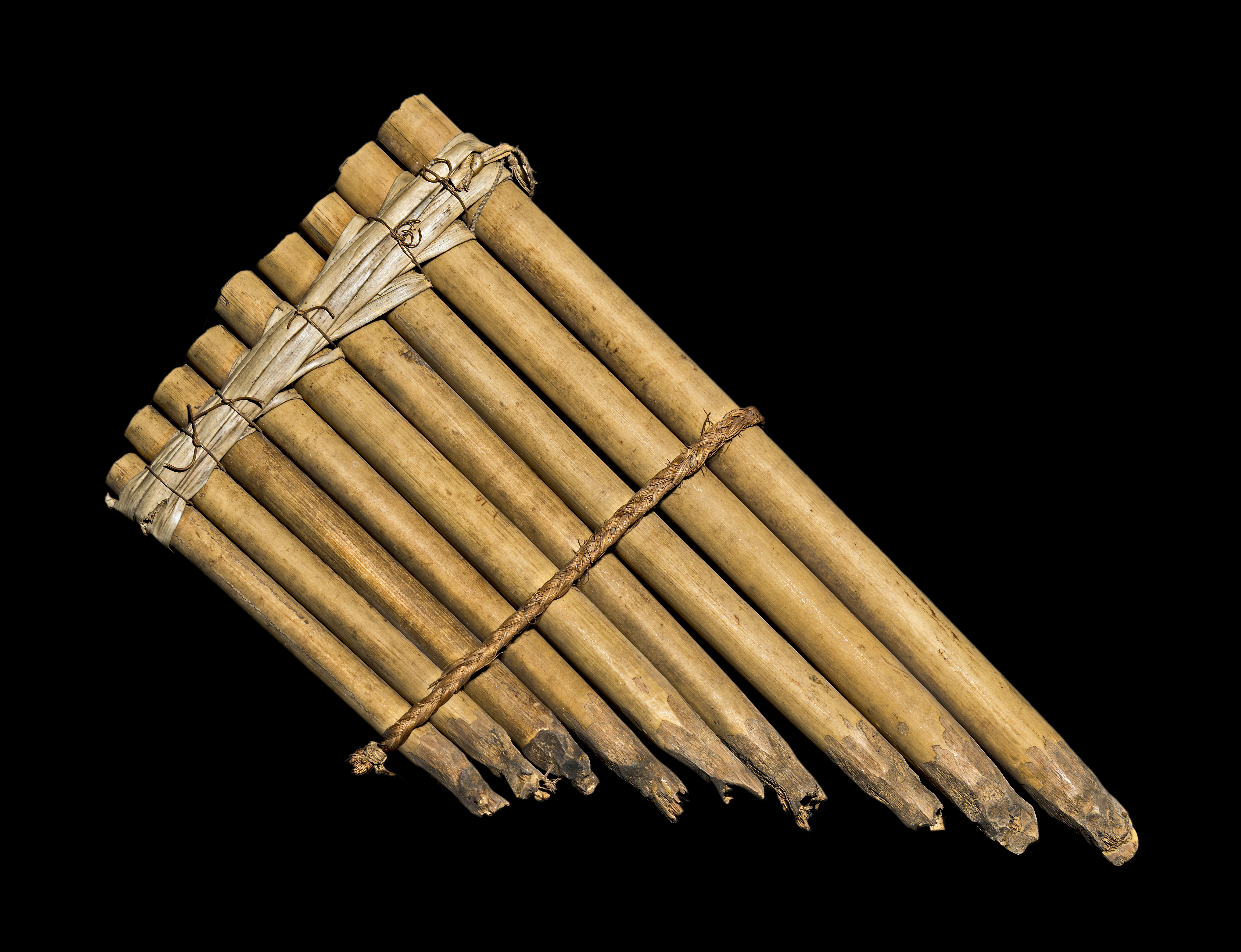
Panflöte, 19. Jahrhundert

Die Panflöte ist ein typisches Instrument der Salomonen.

### Feiertage
Jede Insel der Salomonen feiert ihren eigenen Provinztag.
- 25. Februar Choiseul
- 8. Juni Temotu
- 29. Juni Zentralprovinz
- 1. bis 7. Juli Honiara
- 7. Juli Jahrestag der Unabhängigkeit
- 20. Juli Renell/Bellona
- 1. August Guadalcanal
- 3. August Makira
- 15. August Malaita
- 7. Dezember Westliche Provinz